# NGC 6749
NGC 6749 (również GCL 107 lub OCL 91) – gromada kulista znajdująca się w gwiazdozbiorze Orła. Odkrył ją John Herschel 15 lipca 1827 roku. Jest położona w odległości ok. 25,8 tys. lat świetlnych od Słońca oraz 16,3 tys. lat świetlnych od centrum Galaktyki.